# 24 Konsument
24 Konsument var ett svenskt TV-program som visades i SVT24.
Programmet startade den 25 februari 2003 och sände då två program på 25 minuter varje vecka på tisdagar och torsdagar. Följande höst sändes programmet bara på tisdagar. Våren 2004 ändrade programmet inriktning och blev ett dagligt nyhetsprogram.
Det första året var Helena Wink programledare, Sverker Olofsson kommentator och Jonas Eriksson "nyfiken reporter". När programmet ändrade inriktning behölls Helena Wink som programledare men fick sällskap av Johanna Winblad, Ylva Johnsson Sarri och Tobias Lundberg.
Utmärkande för programmet var förutom konsumentinriktningen, det lite mer uppsluppna formatet. Programledarna sade "Hej" istället för "God kväll" och hade dessutom andra kläder än dräkt eller kavaj som var brukligt i andra nyhetsprogram. Innehållet hämtades från regionala nyhetsprogram, andra nyhetsprogram och Plus med mera, och en del var även egenproducerat.